# Arthur T. Hannett
Arthur Thomas Hannett, född 17 februari 1884 i Lyons, New York, död 18 mars 1966 i Albuquerque, New Mexico, var en amerikansk demokratisk politiker. Han var den sjunde guvernören i delstaten New Mexico 1925–1927.
Hannett studerade vid University of Buffalo och Syracuse University. Han gifte sig med Louise Westfall och paret fick ett barn. Han var borgmästare i Gallup 1918–1922 och delegat till demokraternas partikonvent 1912, 1920, 1936 och 1940.
Hannett vann 1924 års guvernörsval och under hans mandatperiod togs den nuvarande versionen av New Mexicos flagga i bruk. Han var medlem i episkopala kyrkan. Hannett kandiderade till omval men förlorade 1926 års guvernörsval.